# Patrick Joseph Bonner
Patrick Joseph Bonner, sovint referit com Packie Bonner o Pat Bonner, (Cloughglass, Comtat de Donegal, 24 de maig, 1960) fou un futbolista irlandès.
El 1978 Jock Stein el va fer signar pel Celtic provenint del club local de Donegal Keadue Rovers. Amb els d'Edimburg jugà 642 partits, d'ells 483 de lliga. En total, amb el Celtic, va guanyar 4 lligues, 3 copes i una copa de la lliga. El seu darrer partit amb el club fou el 1995.
Fou 80 cops internacional amb la selecció irlandesa. Disputà dos Mundials, els de 1990 i 1994. El 1990 destacà aturant un penal al romanès Daniel Timofte.
El 2 de febrer de 2003, Bonner fou nomenat director tècnic d'Associació de Futbol d'Irlanda. Anteriorment havia estat entrenador de porters de la federació i presentador de futbol televisiu.
El seu fill, Andrew Bonner, també és futbolista, tot i que juga a la posició de davanter.